# HD 50277
HD 50277，又名BD+08 1543，SAO 114556、HR 2551，是一颗恒星，视星等为5.77，位于銀經205.62，銀緯4.12，其B1900.0坐标为赤經6h 47m 23s，赤緯+8° 4.12′ 7″。